# Дом Лобанова-Ростовского
 Дом Лобанова-Ростовского (в обиходе дом со львами) — памятник архитектуры, бывшая дворянская резиденция, возведённая в 1817—1820 годах для князя Александра Яковлевича Лобанова-Ростовского по проекту Огюста Монферрана в стиле классицизм. Расположен в Санкт-Петербурге по адресу Адмиралтейский проспект, 12, Вознесенский проспект, 1 или Исаакиевская площадь, 2. Скульптуры на фасаде (в том числе легендарные львы у парадного входа) выполнены Паоло Трискорни.

## Предыстория. Проект переустройства Исаакиевской площади

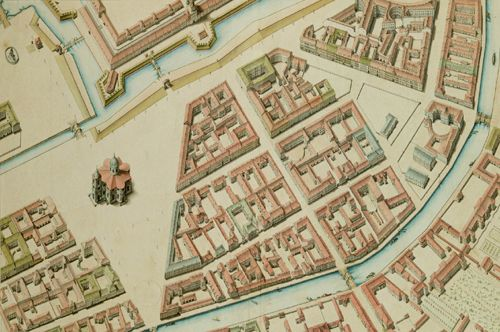
Перспективный план Исаакиевской площади до постройки дома Лобанова-Ростовского

До 1710-х годов пространство будущей Исаакиевской площади занимали гласис (пологая земляная насыпь перед наружным рвом крепости или замка) и эспланада (широкое пространство перед фортификационным сооружением) Адмиралтейской крепости. Впоследствии эти оборонительные элементы были устранены в связи с утратой адмиралтейством фортификационного значения, и их место заняла хаотичная застройка из частных домов: деревянных или мазанок. Санкт-Петербургский пожар 1736 года уничтожил большую часть деревянных строений города. На одной только Исаакиевской площади и в прилегающих районах, называвшихся тогда Морской слободой, огонь уничтожил примерно 100 домов — почти всю деревянную застройку на месте тогдашней площади. Северная часть площади так и осталась пустовать, приняв форму неровной трапеции.
В начале XIX в. при поддержке российского императора Александра I, желавшего сделать Санкт-Петербург «краше всех посещенных столиц Европы», было решено возвести новый, четвёртый Исаакиевский собор на месте третьего, отличавшегося низким качеством постройки. Активные работы по проектированию и строительству храма начались ещё в 1813 году, однако по ряду причин начало возведения пришлось отложить. В 1816 году был сформирован Комитет для строений и гидравлических работ (современники величали эту структуру «Комитетом красоты и архитектурной дисциплины»), которому в числе прочего было предписано заниматься «урегулированием улиц и площадей». Фактически строительство колоссального сооружения началось только в 1818 году.
Перерыв в активных разработках Исаакиевского собора был использован Монферраном и возглавляемым инженером А. А. Бетанкуром Комитетом красоты и архитектурной дисциплины для переосмысления планировки территории вокруг возводимого храма. Северная часть Исаакиевской площади (то есть наблюдаемая со стороны Сенатской и Медного всадника), по решению зодчих, становилась прямоугольной по форме. Это достигалось в том числе за счёт отсечения от северо-восточного угла площади треугольного участка, образуемого будущим Исаакиевским собором, Адмиралтейским и Вознесенским проспектами. Считается, что это планировочное решение исходило от самого Александра I. По легенде, проезжая по столице вместе с князем Александром Лобановым-Ростовским, самодержец высказал недовольство неподобающим видом Исаакиевской площади — князь якобы в ответ ничего не сказал, однако через год продемонстрировал монарху возведённый по своей инициативе и на свои же средства особняк.

## Строительство
В 1817 году участок земли в северо-восточном углу Исаакиевской площади в ок. 5400 м² был отдан супруге Александра Яковлевича, Клеопатре Ильиничне Лобановой-Ростовской, для сооружения особняка по проекту Огюста Монферрана. 10 августа 1817 года Санкт-Петербургской управой у городского землемера Кашкина были заказаны два экземпляра плана «на Всемилостивейше пожалованное Его Императорским величеством отставному полковнику Князю Лобанову-Ростовскому место на Исаакиевской площади». В документе отмечалось, что длина участка «по улице против Булевара» — то есть по Адмиралтейскому проспекту, расположенному перпендикулярно Конногвардейскому бульвару — составляла 44 сажени 2¾ аршина, 55 саженей «по улице против церкви (св. Исаакия)» и, наконец, 70½ сажени по Вознесенскому проспекту. На основе этих данных Кашкин рассчитал площадь пожалованного князю «места» — 1235¼ кв. сажени. 22 апреля 1818 года в заполнявшейся при Комитете для строений и гидровлических работ «Книге для записей планов и фасадов, выдаваемых обывателям 1 й Адмиралтейской части» (издание за 1816—1821 годы) была оставлена заметка о том, что А. Я. Лобанов-Ростовский «желает по приложенным фасадам построить каменный дом» с припиской, гласящей, будто хозяин участка «обязался кончить оный [каменный дом], вывесть и покрыть непременно к ноябрю будущего 1819 года».
Первоначальные проекты дома не отличались монументальностью и содержали множество утончённых, изысканных, французских элементов — балконы, лепное оформление парадных групп, балюстрады и т. п. Изначальная задумка дома Лобанова-Ростовского во многом схожа с ранними проектами Михайловского дворца, возводившегося тогда же, но другим зодчим, Карлом Росси. Возможно, эта особенность связана с ролью Александра I в проектировании обоих сооружений, бывшего, по всей видимости, не только одним из заказчиков этих строений, но и непосредственно участвовавший в разработке эскизов и планов. Здания различались незначительно, зато решение боковых ризалитов и центрального входа и в принципе композиционная идея были почти идентичны. Тем не менее зодчие добавили своим проектам монументальности, увеличив число колонн в портиках и усилив центральные сегменты фасада. В целом Монферран отказался от изящных деталей и остановился на наиболее подходящем градостроительной роли строящегося дома варианте, выполненном в стиле ампир.
Организацией и координацией финансовых и административных вопросов, связанных с возведением дома, занималась домовая контора четы Лобановых-Ростовских. Строительные работы — «рытье котлованов, битье свай и кладка фундаментов», которые заняли всего лишь один год, начались в 1818, хотя ещё в октябре 1817 контора объявила подряд на поставку 5 миллионов штук кирпича к весне 1818, и уже 15 апреля того же года на стройку были приглашены штукатурщики, анонсирован конкурс на поставку песка, а также «слудовой глины». Строительство началось с установки свай, поддерживающих фундаменты, которые были заложены на глубину 2,85 м (4 аршина) и изготовлены из бутовой плиты. Фундамент — традиционный для того времени, ленточный — до сих пор поддерживает здание, построенное на неудачном, болотистом грунте возле берега Невы. Опыт работы с неустойчивой почвой пригодился Огюсту Монферрану в возведении колоссального Исаакиевского собора.
Балки, поддерживающие перекрытия, составляли в диаметре ок. 25 — 30 см (то есть 10 — 11 дюймов) и изготавливались из «красной сосны». Сами перекрытия делали из дуба. Детали колонн (капители и базы) в вестибюле дома отливались из бронзы на заводе Берда. Двери сколачивали из досок, толщина которых достигала 7,5 см (3 дюймов). Кровля сложена из чёрного железа, произведённого на Яковлевских заводах, а вот все (кроме парадной) лестничные перила с их специфичного вида меандром в верхнем поясе и три балкона по Вознесенскому проспекту отлили из чугуна.
Уже в начале сентября 1819 года Лобановы-Ростовские стали сдавать комнаты в новой постройке:

На Исаакиевской площади, в доме флигель-адъютанта князя Лобанова-Ростовского сверх предполагаемых для отдачи в будущем году, отдаются в наем 6 погребов, 4 магазина и квартира в бельэтаже с большою залою, удобною для заведения клуба или другого какого собрания, кои совершенно будут отделаны и сданы не позже 1 сентября 1820 года…—  // «Санкт-Петербургские ведомости».
Впрочем, окончательно строительство дома завершилось лишь к 1820 году, когда закончились все отделочные работы внутри массивного здания.

## Последующая история

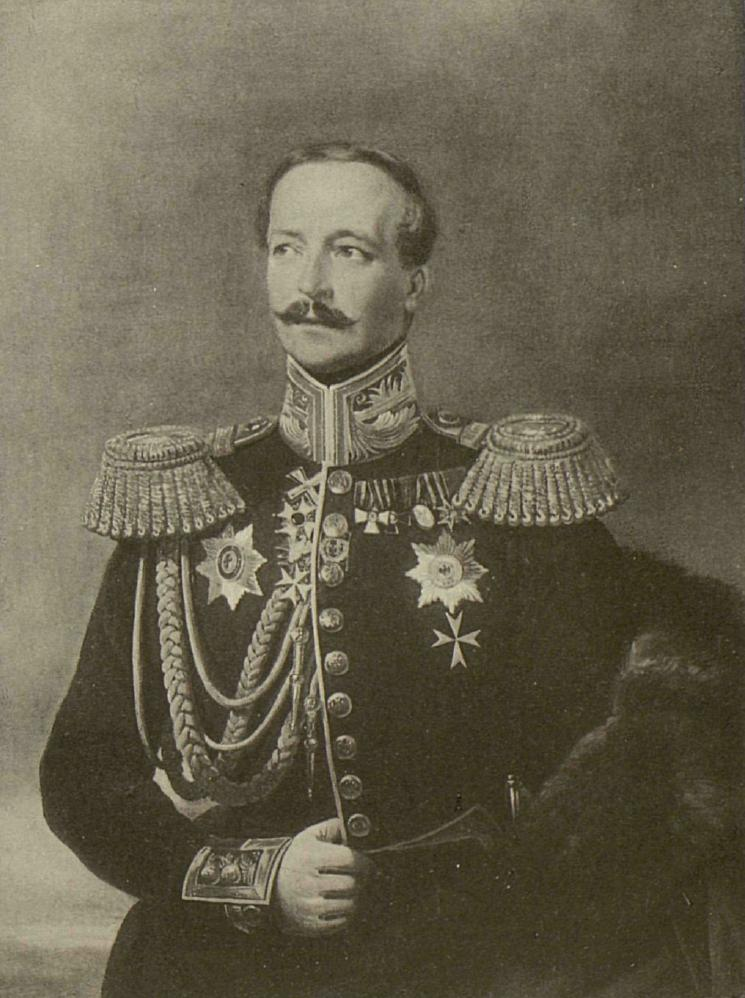
А. Я. Лобанов-Ростовский, хозяин дома, тем не менее в нём никогда не живший

Дом на Исаакиевской площади с самого начала задумывался четой Лобановых-Ростовских как доходный дом — жилое строение, приспособленной для сдачи квартир внаём. При этом идею о таком использовании столь примечательного участка подала супруга князя, Клеопатра Ильинична. После сдачи сооружения она и ведала делами предприятия. Семья князя, таким образом, поначалу там практически не жила.
Летом 1821 г. в здание въехал художественный магазин братьев Леончини, в котором продавалось, к примеру, «весьма хорошее собрание всякого рода алебастровых ваз различной величины, ламп и других вещей». Салон приехавших из Италии предпринимателей расположился на 1-м этаже. Тем не менее особняк оказался мало известным среди потенциальных арендаторов, в связи с чем уже осенью того же года была начата рекламная кампания, давшая, как оказалось впоследствии, свои плоды. Проведённая в 1824 году инвентаризация даёт подробную информацию об арендаторах княжеской семьи. В год сумма дохода от этого доходного дома достигала 100 000 рублей.
- Полуподвальную угловую квартиру со стороны Вознесенского проспекта занимала литография — первая во всём Санкт-Петербурге.
- На первом этаже располагались: апартаменты литографа Петерса (платил 1000 руб. в год), мучная и мелочная лавки (1200 руб.), провиантский департамент Военного министерства (6300 руб.), Комиссия строительства Исаакиевского собора (6850 руб.), портерная (в угловой со стороны Исаакиевской площади квартире; 1750 руб.); проживали сапожник (2500 руб.) и «перчаточник» (2300 руб.).
- На бельэтаже (втором по счёту, наиболее престижном, этаже) сдавалась квартира с видом на Исаакиевскую площадь и «Вознесенскую улицу», а также «две залы в том же этаже, хорошо отделанные, удобные для концертов и маскарадов». В общем и целом, помещения бельэтажа были заняты преимущественно Провиантским департаментом военного ведомства, а также (в меньшей степени) Косморамой (4000 руб.) гамбургского живописца Сура.
- Третий этаж заполонили личные покои — управляющего (фр. l’intendant) княгини Лобановой-Ростовской, закройщик Шпицбарт (2000 руб.), «мастера ольфрейной живописи» Мартушевича (1200 руб.), господина Орлова (за счёт Комиссии по строительству Исаакиевского собора) — и пансион госпожи Орсениус.
- Часть помещений четвёртого этажа не была отделана и никем не занималась; впрочем, именно тут располагались комнаты «суть в употреблении княгини Лобановой-Ростовской», непосредственной хозяйки дома — как и «остальные же покои, и сараи, и конюшни»[10].

По другим свидетельствам, Провиантский департамент военного ведомства заполнял пространства ещё и третьего, и четвёртого этажей, а на первом размещался пивной погреб. В целом, функции тех или иных помещений были продиктованы планировкой здания: анфилады из гостиных и парадных комнат тянулись вдоль фасадов, обращённых к Адмиралтейскому лугу и Исаакиевской площади, тогда как крыло, чей фасад выходил на Вознесенский проспект, было приспособлено под наёмные квартиры.
В доме Лобанова-Ростовского регулярно проводились разного рода светские предприятия, многие из которых проходили в парадной анфиладе, выходящей на Адмиралтейский луг. В здании одно время действовала Косморама живописца Сура — особая экспозиция, способная создать эффект стереоскопического, проще говоря, объёмного восприятия показываемой картинки благодаря специальному оптическому оборудованию. Сур демонстрировал, как правило, виды немецких и некоторых европейских городов (Берлина, Гамбурга, Вены, Рима); в их числе был и Таганрог, печально известный тогда, как место смерти императора Александра I. Косморама пользовалась у современников большой популярностью: „Если виды сии не заключают важного достоинства со стороны художества, то оптическая часть доведена до совершенства, “ — писали свежие «Отечественные записки». Другая известная косморама Сура — панорама схватки армий Александра Македонского и Дария при реке Гранике — «и в ту минуту, когда персы бегут, преследуемые македонянами, мост под ними разрушается». Посещение данного представление стоило 2 руб. 50 коп. с человека.

Для любителей французского языка Господин Сен-Мор и нынешним Великим постом продолжил свои литературные вечера. Он читает лучшие места из Корнеля, Расина, Мольера и других драматических писателей, а также из Буало, Вольтера, Делиля и проч. Подписка на 10 таковых вечеров стоит 75 руб. с персоны. Чтение происходит в новом доме княгини Лобановой-Ростовской.—  // «Отечественные записки».
Другим предпринимателем, снимавшим помещения в доме, был Анжело Тозелли. Он выставил на обозрение в парадной анфиладе «Сценографию Иерусалима и святых мест, окрест его лежащих», по поводу которой обозреватель Свиньин заметил: «Зрелище сие весьма походит на театральную сцену, только несравненно ещё живее», имея в виду ухищрения, на которые шёл Тозелли, стараясь сделать представления более увлекательными. Так, по свидетельствам очевидцев, рисунок иерусалимского источника Силье сопровождался звуковым оформлением — журчанием воды. Плата за вход на «Сценографию…» Тозелли составляла 5 руб. с человека. В настоящее время Тозелли известен публике прежде всего как создатель акварельной панорамы Санкт-Петербурга с башни Кунсткамеры, сделанной примерно тогда же, когда строился дом Лобановых-Ростовских. Ныне эта акварель на хранении в Эрмитаже.
Косморамой Сура и выставками, подобными «Сценографии…» Тозелли, культурная жизнь дома на тот момент не ограничивалась.
7 ноября 1824 во время разрушительного наводнения Исаакиевская площадь была затоплена так, что из воды были видны только одни здания. Это отразилось в городском фольклоре и искусстве. Так, в первой трети XIX века в столице ходила байка о неком Яковлеве, который, будто бы, накануне катастрофического наводнения гулял по городу. Когда же стихийное бедствие началось и вода стала прибывать, Яковлев направился домой, однако, добравшись до располагающегося на площади дома Лобанова-Ростовского, понял, что пройти дальше просто невозможно. В результате Яковлев взобрался на одну из скульптур львов, «смотревших» на затопленный город «с подъятой лапой, как живые». Яковлев спасся, так как на льве «просидел все время наводнения». В конце концов легенда нашла отражение в поэме Александра Сергеевича Пушкина «Медный всадник»:

…На площади Петровой,

Где дом в углу вознесся новый,

Где над возвышенным крыльцом

С подъятой лапой, как живые,

Стоят два льва сторожевые,

На звере мраморном верхом,

Без шляпы, руки сжав крестом,

Сидел недвижный, страшно бледный,

Евгений…

### Военное ведомство
Несмотря на доходы, приносимые арендаторами, спустя девять лет после окончания строительства дома чета Лобановых-Ростовских оказалась в долгах. 1 июля 1824 году 1-й и 2-й этаж особняка были сданы Военному министерству в аренду за 63 000 рублей в год в пользование лишь некоторым департаментам военного ведомства, в числе которых были канцелярия военного министра, комиссии провиантских дел и финляндских провиантских дел, провиантский и медицинский департаменты.
На основании до сих пор хранящегося в Военно-историческом архиве дела о перестройке дома для Военного министерства можно сделать выводы о количестве, расположении и размерах залов, покоев и прочих арендованных ведомством помещений. 21 покой, расположенный «под сводами» (то есть в полуподвале), был предназначен «для служителей». На первом этаже разместилось 20 покоев, а на бельэтаже (на втором, наиболее престижном) — 39, среди которых числились 4 больших зала, из которых три помещения были 11 саженей в длину (23,5 м) и 4 сажени 2 аршина (10 м) в ширину, а один из залов растянулся на 8 саженей (17 м). Остальные комнаты на бельэтаже, обладая аналогичной «глубиной» (4 сажени 2 аршина ≈ 10 м), располагались «по фасадам: Адмиралтейскому и Исаакивскому». Третий этаж был приспособлен под 26 помещений, по большей части имевших длину от 4-х до 6 саженей (8,5 — 10,6 м), а по ширине — от 3 саженей до 4 саженей 2 аршинов (6,4 — 10 м). На самом верхнем, «антресольном» этаже было заготовлено 8 покоев, «кои могут быть потреблены для служителей». В целом под свои присутственные места министерство сняло 114 комнат и залов, иначе говоря «почти две третьих части дома». Справка о перестройке затрагивала и помещения, не занятые ведомством. Так, «в погребном этаже» здания находились 3 квартиры, состоявшие из 11 жилых комнат, и 3 сухих погреба; на первом этаже 4 квартиры на 24 покоя; на бельэтаже одна квартира из 7 покоев; на третьем — 5 квартир на 23 покоя. В общей сложности, 65 комнат сдавались сторонним лицам, с чего получалось «доходу до 30 000 руб.» Помимо жилых помещений, имелись и хозяйственные: 6 сараев, конюшня на 30 стойл, 2 «больших сенных чердака» и 2 кладовые для овса.
В 1828 году хозяин владения, известный библиофил и коллекционер А. Я. Лобанов-Ростовский решил разыграть его в лотерею. Для этого был выпущен миллион лотерейных билетов номиналом в один рубль. Один из купивших билет должен был, по задумке князя, стать новым владельцем особняка. Но император Николай I запретил эту коммерческую аферу и предложил князю продать в казну дом и уникальную библиотеку, известную своей коллекцией трудов о Марии Стюарт и собранием раритетных тростей и палок. Стоимость сделки составила 1 005 000 рублей ассигнациями, за уступление ценной библиотеки Лобанову-Ростовскому была назначена пожизненная пенсия, а в самом доме было окончательно решено на условиях аренды разместить Военное ведомство в силу постоянного роста потребностей последнего. Подобный переход недвижимости от разорившихся вельмож к покровительствующему им, но объективно не нуждающемуся в использовании тесных дворянских владений государству был весьма распространённой в Петербурге тех лет практикой. В связи с тем, что дом не был приспособлен под нужды государственного учреждения, в 1829 году была предпринята перестройка здания под руководством архитектора Э. Х. Анерта.

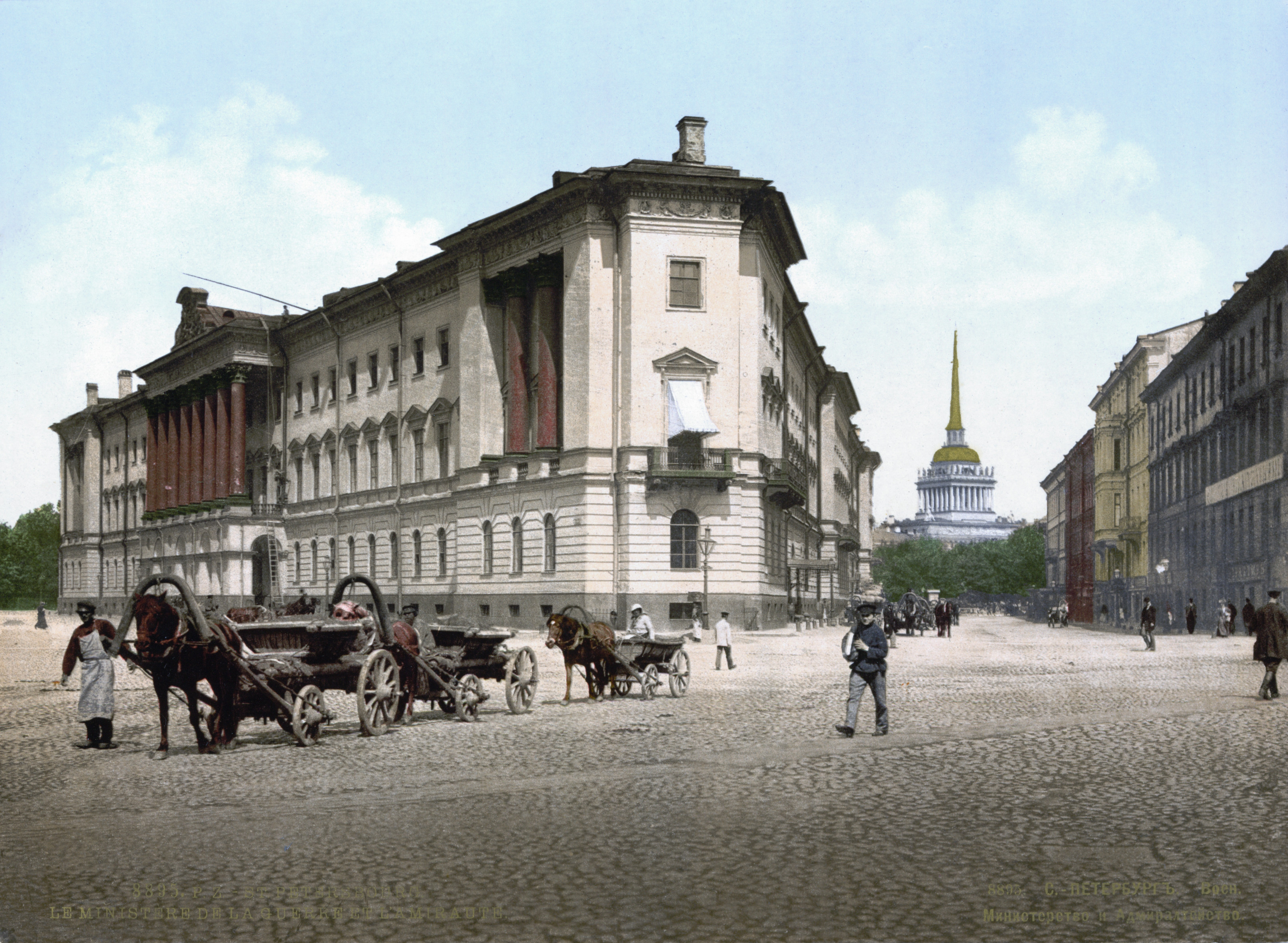
Цветное фото 1890-х гг.

Тем не менее в начале 1907 года исследователь Н. А. Данилов в своём «Историческом очерке деятельности Канцелярии Военного министерства и Военного совета» писал о том, что экстерьер бывшего особняка Лобановых-Ростовских сохранился со времён своих прежних хозяев «без малейшего изменения». Львиная часть изменений, по свидетельству Данилова, пришлась на интерьеры. При этом нетронутыми остались лишь главный подъезд (с Адмиралтейского проспекта) и парадная лестница. Убранство всех остальных помещений было подвергнуто существенным изменениям, призванным приспособить под канцелярии и квартиры служащих Военного ведомства. Большой зал после передачи министерству был занят служебным кабинетом военного министра, его приёмной, а также «2-м хозяйственным делопроизводством» органа власти. Изначально большой зал был двусветным, и лишь впоследствии пространство на уровне 3-го этажа было отделено от остального объёма зала перекрытиями «для устройства квартир». В целом, утрачена была и живопись, некогда украшавшая стены и потолок в 26 комнатах.

### Школа
После Октября 1917 года дом взят под охрану государства. С 1918 по 1964 год в нём находилась школа, неоднократно менявшая свои номера и название. С 1941 года она получила название Средняя школа № 239 Октябрьского района Ленинграда, став с 1961 года физико-математической. Во время блокады школа продолжала учебную работу. Она занимала всю правую от центрального входа половину дома, фасад, обращённый к Исаакиевскому собору, а также угол, выходящий на Большую Морскую улицу. Часть здания, выходящую на Вознесенский проспект, занимали жилые помещения. Во дворе находилась конюшня. Во время блокады прочная подвальная часть здания была переоборудована под бомбоубежище. Для спортивных занятий школа использовала аллеи Александровского сада. С 1964 года школа уступила своё место Проектному институту № 1, просуществовавшему в этом здании по 2004 год.

### Современность

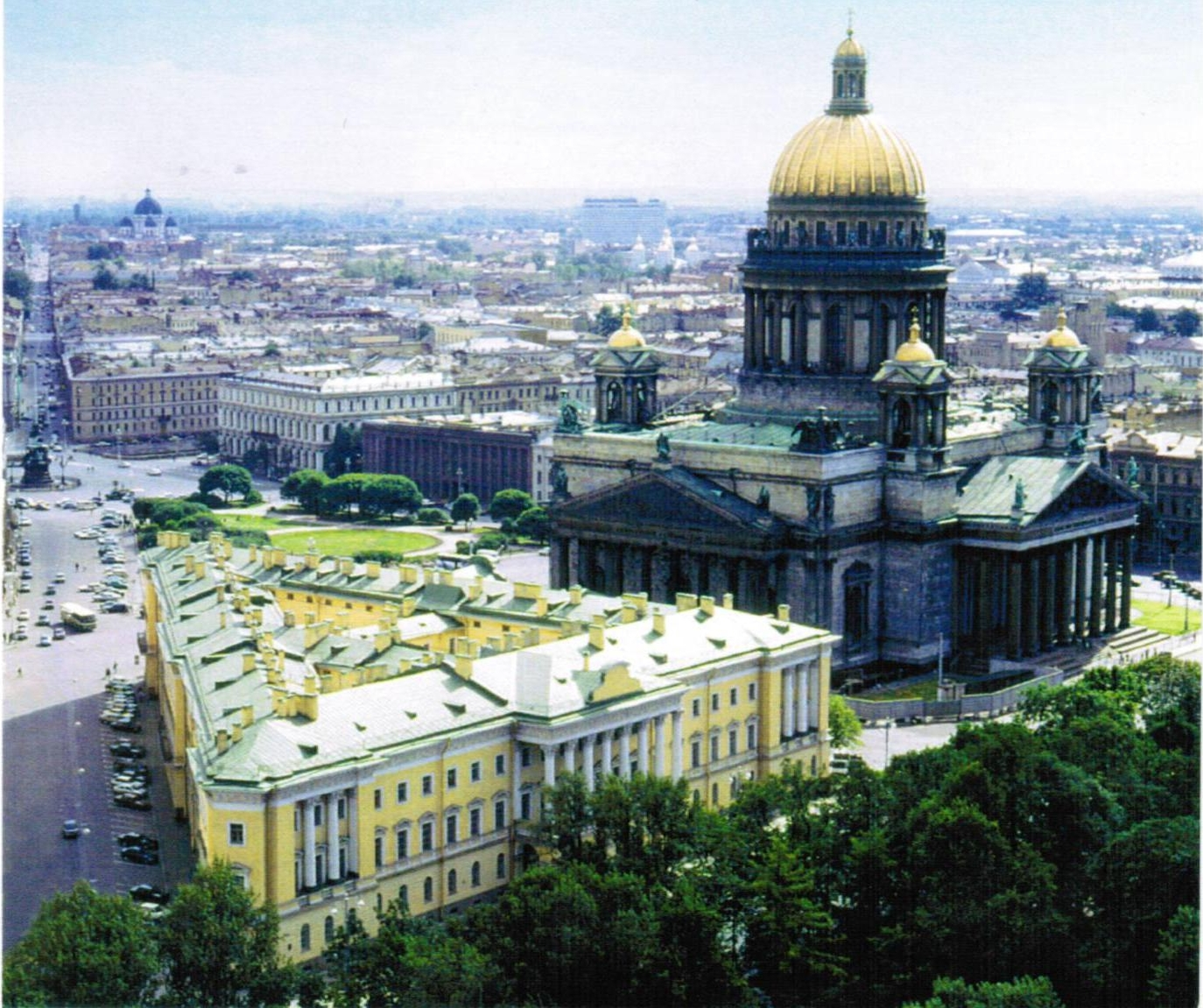
Общий вид здания

В 2002 году дом со львами перешёл к Управлению делами президента, которое намеревалось приспособить его для переезжавшего в Петербург Конституционного суда. Однако позже было решено создать в его стенах самый фешенебельный отель в городе, готовый принимать высших государственных лиц. Здание было передано в аренду на 49 лет компании ЗАО «Тристар Инвестмент Холдингс».
Поскольку дом Лобанова-Ростовского включён в федеральный список охраняемых объектов культурного наследия, вопросы его реконструкции вызвали бурную полемику как в архитектурной среде, так и в прессе.

«Это грубейшее нарушение действующего законодательства в сфере охраны исторического наследия. Дом Лобанова-Ростовского — федеральный памятник в самом центре объекта всемирного наследия ЮНЕСКО, где ни о каких реконструкциях не могло быть и речи — такое здание может только реставрироваться», — заявил Александр Марголис.

Инвесторы снесли исторический флигель во дворе (2007 год), спроектированный, как и всё здание, архитектором Огюстом Монферраном. Флигель во дворе здания также проектировался Монферраном; первый этаж был построен в 1817—1820 годах, надстроен архитектором Э. Х. Анертом. Повреждены и утрачены интерьеры главного здания, изменены очертания кровли. Этому активно противостояла городская общественность, в том числе и профессионалы, такие как архитектор-реставратор Д. А. Бутырин.
Ещё одно нарушение — строительство мансарды, которая оказалась выше оригинальной кровли на 18 сантиметров. Изначально она предполагалась ещё выше — 80-сантиметровой, но под давлением общественности «Тристар инвестмент холдингс» решил пойти на понижение. Тем не менее и сейчас надстройка отчётлива видна.

«Это нарушает традиционный облик памятника. И вообще такого рода мансарды для памятника высокого классицизма не характерны, а следовательно, не допустимы. Против мансарды единогласно высказались члены совета по сохранению культурного наследия, но, несмотря на это, эта мансарда была сделана», — говорит Михаил Мильчик.

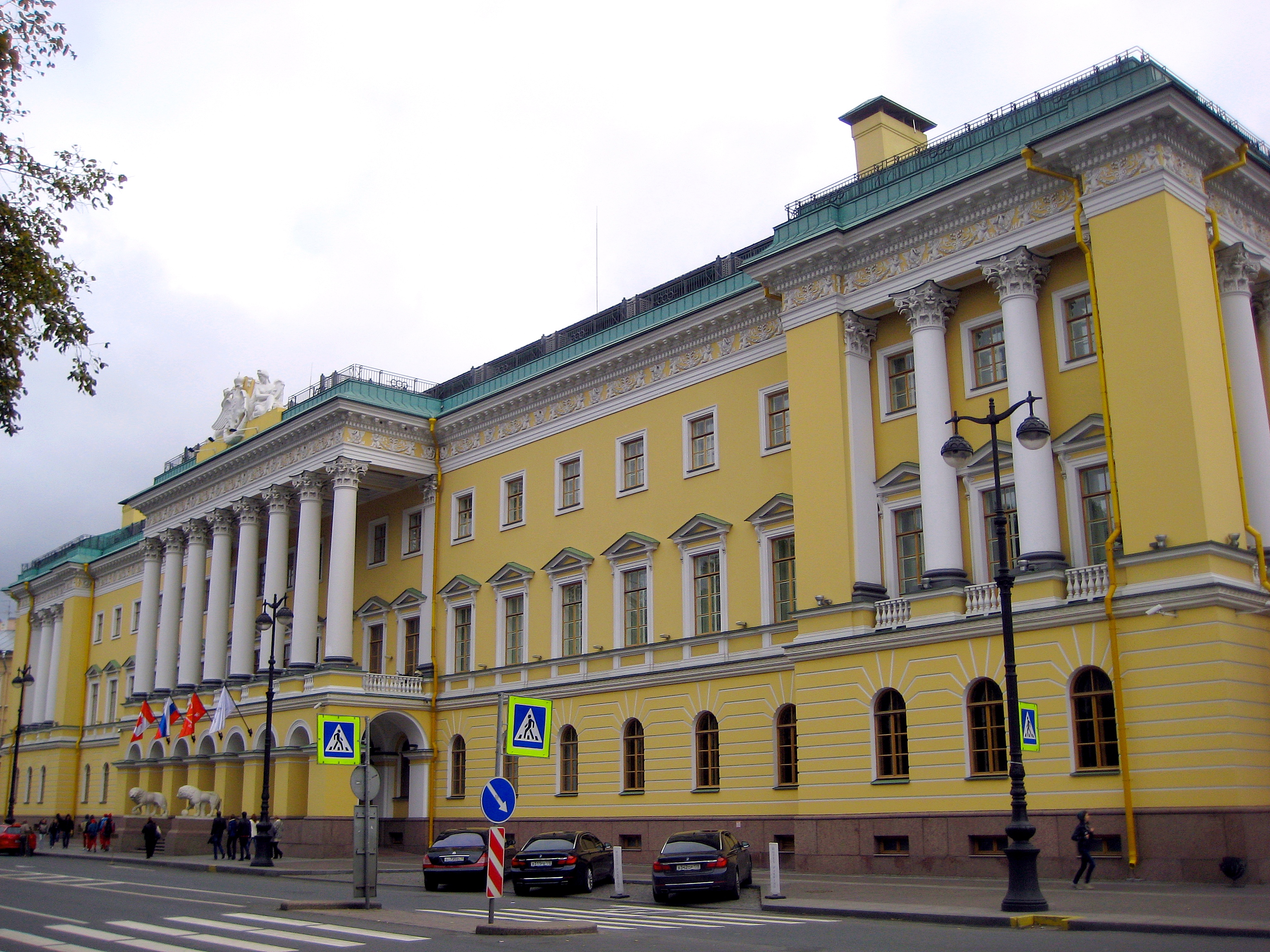
Фасад после реконструкции, сентябрь 2013 года

Главный архитектор проекта — руководитель собственной мастерской Евгений Герасимов. Реставрацией охранных зон занимался Рафаэль Даянов. Дизайном помещений занимались калифорнийская компания «Cheryl Rowley» и японская студия «Spin Design Studio».
Главный вопрос, который волновал общественность: как новые функции здания согласуются с его исторической «оболочкой», что будет сохранено и отреставрировано, а чем придётся пожертвовать. В случае с домом Лобанова-Ростовского понятие «первоначальные интерьеры» достаточно условно. Уже в 1829 году, когда в дом въехало Военное министерство, оно начало перепланировать его для своих нужд. Возможно, даже оформление парадной лестницы с широким скульптурным фризом, на котором изображены воинские доспехи, было сделано для министерства, а не для первого владельца — тоже, впрочем, бравого генерала, отличившегося в кампании против Наполеона. Для министерских служащих были устроены просторные кабинеты, которые в советское время служили классами средней школы, а затем в них располагался Проектный институт № 1. В итоге охранная зона нового отеля включает парадный вестибюль со стороны Адмиралтейского проспекта, двухмаршевую парадную лестницу с камином на площадке 2-го этажа, анфиладу 2-го этажа и ещё одну комнату, историческую ценность которой установили уже в процессе реставрации.
Архитектурный критик Михаил Золотоносов («Город 812») назвал проект реконструкции дома одним из худших образцов архитектуры в городе в 2010 году:
Дом Лобанова-Ростовского Е. Герасимов изуродовал мансардой. В древнем мире за такое следовало бы изгнание из полиса
В 2013 году отреставрированный отель перешёл под контроль канадской гостиничной сети Four Seasons Hotels and Resorts под названием Lion Palace («львиный дворец»).

## Архитектурные особенности

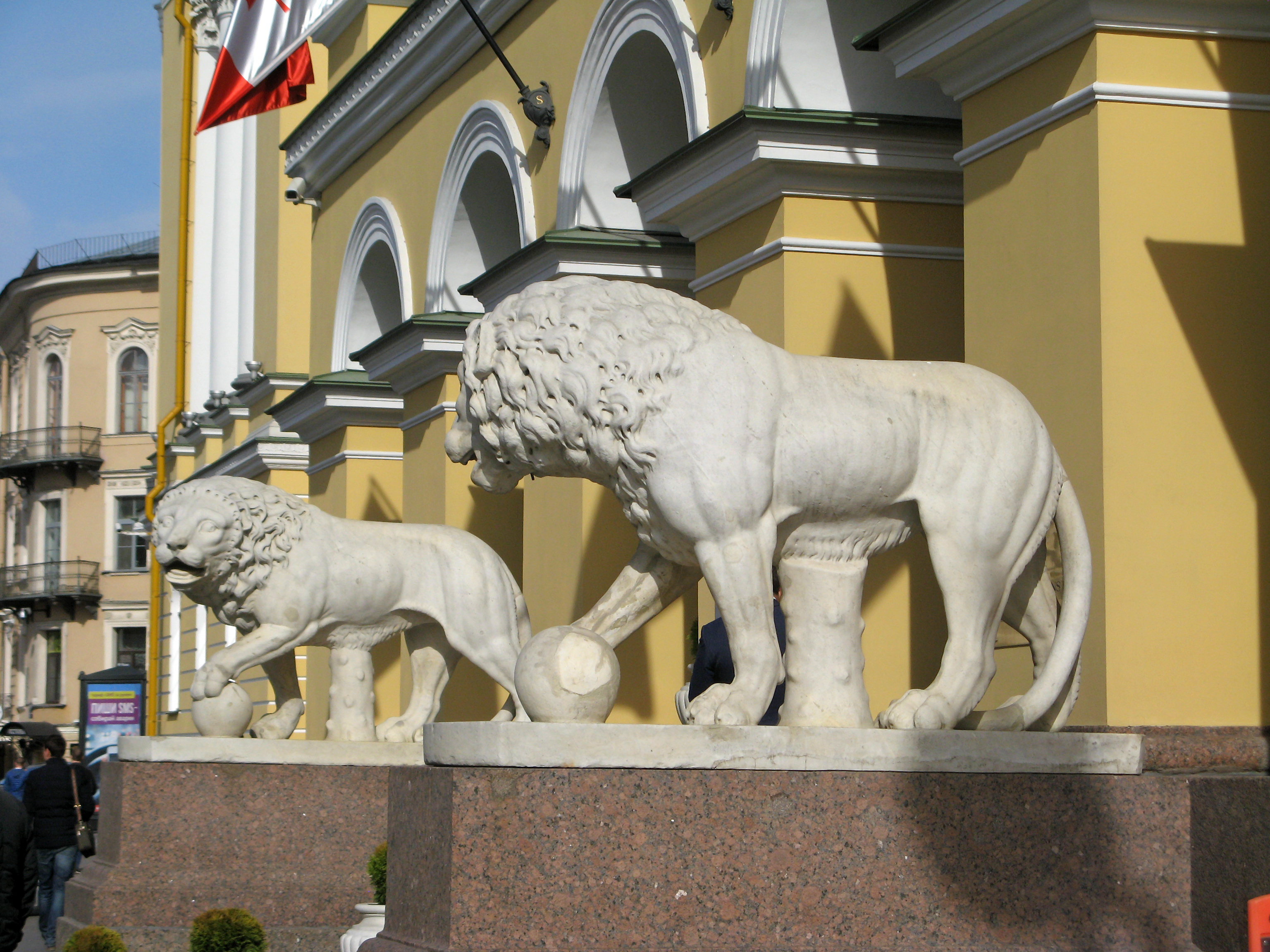
Дом Лобанова-Ростовского, львы у подъезда

Дом был построен в 1817—1820 годах по проекту архитектора Огюста Монферрана (1786—1858). Здание в плане имеет треугольный вид. Его главный фасад, обращённый к Адмиралтейскому проспекту, украшен 8-колонным портиком коринфского ордера. Портик возвышается над выступающей вперёд аркадой. Пандусы (отлогие подъёмы) давали возможность каретам подъезжать непосредственно к парадному входу. Львы, стоящие по сторонам подъезда, высечены из белого каррарского мрамора скульптором П. Трискорни.